# Salpingus ruficollis
Salpingus ruficollis är en skalbaggsart som först beskrevs av Carl von Linné 1761.  Salpingus ruficollis ingår i släktet Salpingus, och familjen trädbasbaggar. Arten är reproducerande i Sverige.